# Hadjiisko, Kărdjali
Hadjiisko (în bulgară Хаджийско) este un sat în comuna Kirkovo, regiunea Kărdjali,  Bulgaria. 

## Demografie
Componența etnică a satului Hadjiisko
     Turci (99,01%)
     Nicio identificare (0,98%)
     Altele (0%)
La recensământul din 2011, populația satului Hadjiisko era de 304 locuitori. Din punct de vedere etnic, majoritatea locuitorilor (99,01%) erau turci. Pentru 0,98% din locuitori nu este cunoscută apartenența etnică.